# 독일 돔

독일 돔

독일 돔(독일어: Deutscher Dom)은 독일 베를린 잔다르멘마르크트에 위치한 교회이다. 맞은 편에는 프랑스 돔이 있다. 제2차 세계 대전 당시 건물의 상당 부분이 파손되었고, 이후 1977년에 재건축에 들어가 1988년 왼공되어 현재는 박물관으로 이용되고 있다.